# Буя
Буя (итал. Buja) — коммуна в Италии, располагается в регионе Фриули-Венеция-Джулия, в провинции Удине.
Население составляет 6741 человек (2008 г.), плотность населения составляет 247 чел./км². Занимает площадь 28 км². Почтовый индекс — 33030. Телефонный код — 0432.
Покровителями города почитаются святые Гермагор и Фортунат, празднование 12 июля.

## Демография
Динамика населения:

## Города-побратимы
- Априлия, Италия (1997)
- Фильсбибург, Германия (2001)
- Домон, Франция (2008)

## Администрация коммуны
- Официальный сайт: http://www.comune.buia.ud.it/